# Рахманин, Тихон Ильич
Ти́хон Ильи́ч Рахма́нин (14 августа 1906, Грязи — 1989, Электросталь) — советский хозяйственный, государственный и политический деятель, Герой Социалистического Труда.

## Биография
Родился 1 (14) августа 1906 года в Грязях. Член КПСС.
С 1920 года — на хозяйственной, общественной и политической работе. В 1920—1956 гг. — рабочий, агроном, директор совхоза «Степной хутор» в Грязинском районе Липецкой области, участник Великой Отечественной войны, начальник 1-го отделения штаба 45-й стрелковой дивизии, заместитель начальника оперативного отдела штаба 46-й армии, командир 180-й Киевской стрелковой дивизии, секретарь Сафоновского райкома партии в Тульской области, директор совхоза «Бобровский» Максимо-Горьковского района Павлодарской области.
Указом Президиума Верховного Совета СССР от 17 января 1957 года присвоено звание Героя Социалистического Труда с вручением ордена Ленина и золотой медали «Серп и Молот».
Жил после выхода на пенсию в Павлодаре, позже переехал в Московскую область. Умер в 1989 году. Похоронен на кладбище «Тихая Роща» (Электросталь Московской области).

## Память
Именем Рахманина названа улица в Бобровке Теренкольского района Павлодарской области.

## Семья
Жена — Пащенко Софья Михайловна (07.09.1918 — 12.03.2004)